# Ерве Вілар
Ерве Вілар (фр. Hervé Vilard), справжнє ім'я Рене Віллар (фр. René Villard; нар. 24 липня 1946, Париж) — французький поп-співак, який здобув світову популярність у 1960-х роках завдяки хіту «Capri c'est fini», що розійшовся накладом понад 3,3 млн копій. Окрім Франції, Вілар відомий у Латинській Америці, де мешкав і виступав наприкінці 1960-х—на початку 1970-х років.

## Біографія
Рене Вілар народився 24 липня 1946 року в Парижі в таксі на шляху до лікарні Сент-Антуан. Він ніколи не бачив свого батька, тому що той залишив сім'ю одразу після народження Рене, а у 6 років мати хлопчика позбавили батьківських прав, за заявою сусідки, яка стверджувала, що мати Рене страждає на алкоголізм, тому хлопчик провів юність у сиротинцях і прийомних родинах у провінції Беррі. У підлітковому віці його опікуном став відомий галерист і колишній діяч Руху Опору Деніель Кордьє, котрий допоміг юнаку отримати уроки музики, танців та акторської майстерності. На той час Ерве продавав музичні платівки в магазині «Symphonie» на Єлисейських полях, де його помітив Луї Азан, виконавчий директор компанії Philips.
babelio.com
ru.wikipedia.org
У 1963 році Вілар підписав свій перший п'ятирічний контракт зі студією Mercury Records. Саме тоді він узяв сценічний псевдонім — Ерве Вілар.
У червні 1965 року Ерве Вілар випустив свій дебютний сингл Capri c'est fini. Пісня, написана та виконана ним самим, була натхненна рекламним плакатом італійського острова Капрі, який він побачив у паризькому метро. Назва «C'est fini» перегукується з класичною композицією Шарля Азнавура C'est fini (1961). Трек став надзвичайно популярним у Франції та за її межами, продавшись тиражем понад 3,3 млн копій і забезпечивши миттєву славу молодому виконавцю.
З 1967 по 1969 рік Вілар вирушив у концертний тур по країнах Латинської Америки, де здобув значну популярність, зокрема в Аргентині, оселившись у Буенос-Айресі до 1978 року. У цей період він випустив кілька іспаномовних версій своїх хітів і уклав контракт з місцевими лейблами. Завдяки цьому його композиції почали звучати не лише в Латинській Америці, а й у таких країнах, як Південна Корея, Туреччина та Японія.

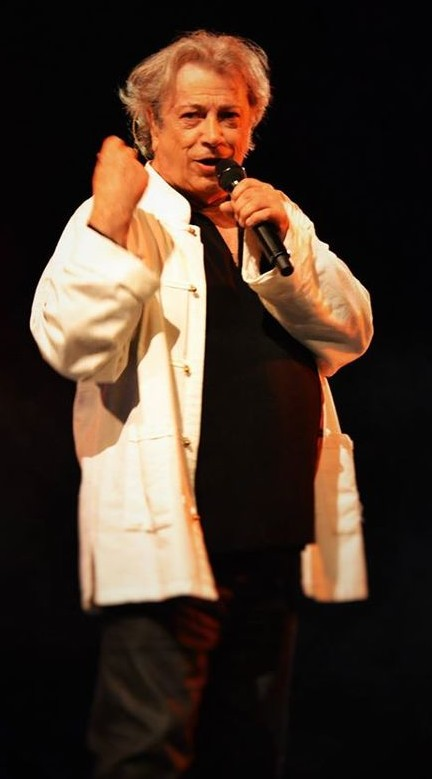
Ерве Вілар на сцені фестивалю Païoun Ven у Конті на Лазурному березі. 21 липня 2016 року.

1978 року, повернувшись до Франції, Вілар випустив пісню Nous, яка розійшлася накладом понад мільйон копій і знову вивела його в лідери національних чартів. 31 грудня 1979 року він уперше виступив у легендарному концертному залі L'Olympia у Парижі, взявши участь у великому різдвяному шоу.
Улітку 1980 року з'явився ще один хіт — Reviens, який розійшовся понад 1 млн копій. У 1983 році спільно з автором текстів Дідьє Барбелів'єном Вілар записав пісню Méditerranéenne (переспів італійської пісні L'italiano композитора Тото Кутуньйо), яка посіла 3-тє місце в чартах Франції та отримала статус платинового синглу.
Протягом 1980-х років Вілар регулярно гастролював по Франції, випускаючи альбоми Ensemble (1984), Les Chansons que j'aime (1985) та P'tit brun (1987), які закріпили його статус популярного виконавця. Він також брав участь у благодійних концертах і відвідував дитячі будинки.
У 1990 році Ерве випустив альбом L'Amour défendu, а 31 грудня 1991 року знову виступив у «Олімпії». У 1992 році він був нагороджений Орденом «За заслуги» на спеціальній церемонії в Паризькому театрі Théâtre des Variétés, яку вів Жан-Поль Бельмондо.
en.wikipedia.org
У 2004 році регіон Беррі урочисто назвав на його честь одну з концертних будівель. Того ж року Вілар видав компіляцію Cri du cœur, в якій поклав на музику вірші Маргеріт Дюрас, Луї Арагона, Бертольда Брехта, Пабло Неруди та інших літераторів.
У 2006 та 2007 роках Ерве опублікував дві автобіографії: L’âme seule (325 сторінок) та Le Bal des papillons (310 сторінок), де розповів про своє дитинство, труднощі становлення і розкриття у творчості, а також про поновлення стосунків із матір'ю.

## Особисте життя
У 1967 році Вілар став одним із перших відомих французьких співаків, що відкрито заявили про свою бісексуальність у радіоінтерв'ю. 

## Нагороди та відзнаки
- Орден «За заслуги» (1992) — за внесок у французьку культуру.

## Дискографія

### Albums studio
- 1965: Capri c'est fini
- 1966: Jolie ou pas jolie (Petite fille)
- 1969: Ya para qué
- 1970: Chante avec moi
- 1971: On laisse toujours quelqu'un derrière soi
- 1975: La chica con los ojos claros
- 1977: Rêveries
- 1979: Nous
- 1979: J'm'en balance
- 1981: Je l'aime tant
- 1983: Ensemble
- 1984: Les chansons que j'aime
- 1986: Venise pour l'éternité
- 1990: L'Amour défendu
- 1997: Simplement
- 2004: Cri du cœur